# شهرستان مستبا
ناحیهٔ مستبا (به عربی: مدیریة مستباء) یک ناحیه در یمن است که در استان حجه واقع شده‌است. شهرستان مستبا ۴۲٬۵۳۱ نفر جمعیت دارد.